# Staffelberg

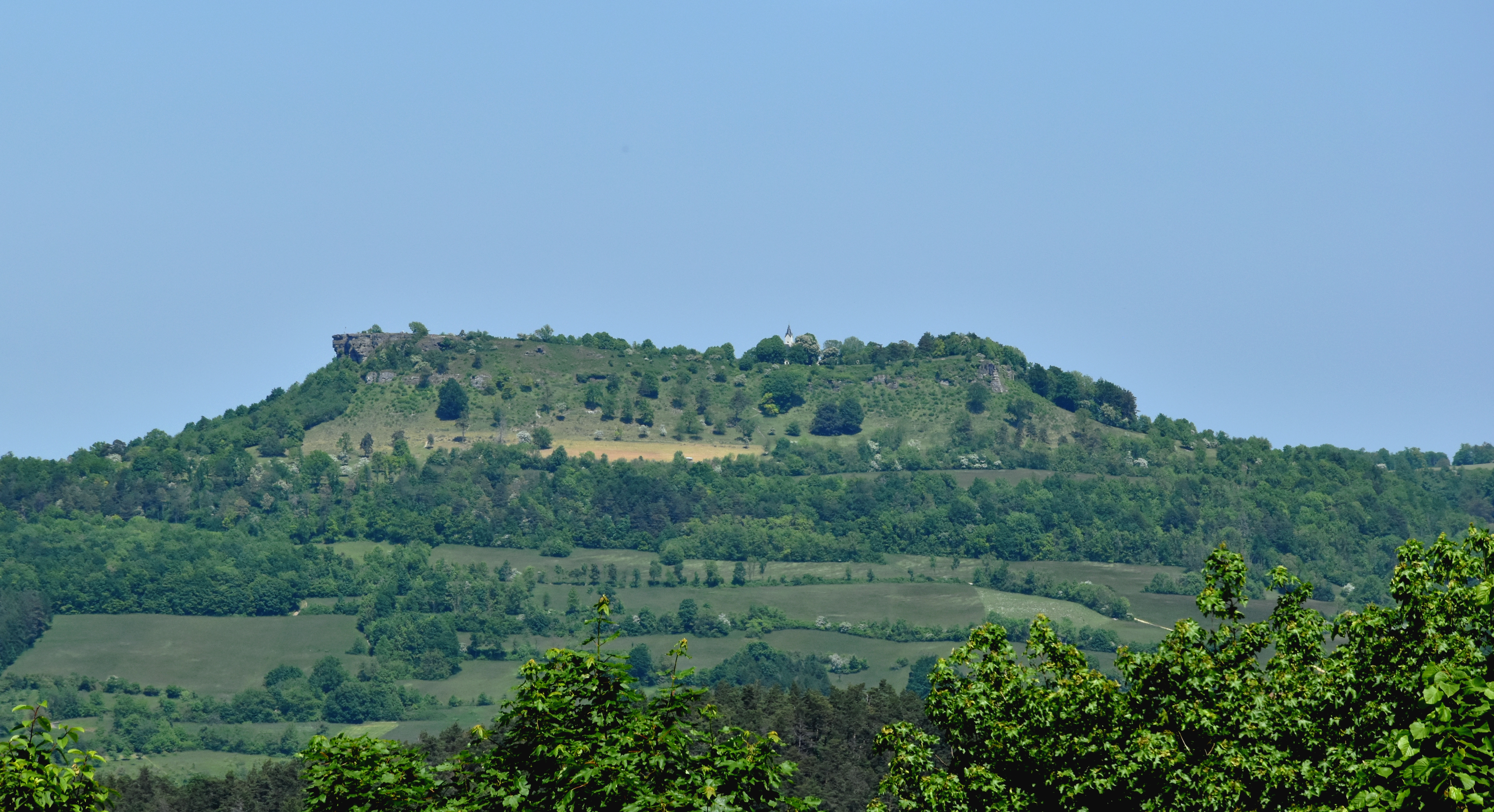
Der Staffelberg vom Ansberg (Veitsberg) aus gesehen.

 Der Staffelberg ist ein 539 m ü. NHN hoher, der Fränkischen Alb vorgelagerter Zeugenberg im sogenannten Gottesgarten am Obermain. Er ist der Hausberg von Bad Staffelstein im oberfränkischen Landkreis Lichtenfels. Der Name der Erhebung leitet sich von den ausgeprägten Geländestufen („Staffeln“) ab, die einen aufschlussreichen Einblick in die Erdgeschichte der Jurazeit geben. Von der Jungsteinzeit (um 5000 v. Chr.) bis zur Völkerwanderungszeit (ca. 300 bis 500 n. Chr.) war der Berg mehrfach besiedelt. Während der Latènezeit lag auf dem Hochplateau das keltische Oppidum auf dem Staffelberg, dessen antiker Name möglicherweise Menosgada lautete. Heute befinden sich dort die Staffelbergklause mit Biergarten und die 1653 errichtete Adelgundiskapelle. In der Folklore der Region gilt der Staffelberg neben dem Kreuzberg und dem Walberla als einer der drei Heiligen Berge der Franken.

## Geographische Lage
Der Staffelberg liegt im Nordwesten der Fränkischen Schweiz, dem Nordteil der Fränkischen Alb, die wiederum Teil des Süddeutschen Schichtstufenlandes ist. Er ist Teil des Naturparks Fränkische Schweiz – Frankenjura.
Der Berg erhebt sich rund zwei Kilometer ostsüdöstlich der Innenstadt von Bad Staffelstein. Etwa in dieser Richtung befindet sich jenseits der Stadt etwa 290 m niedriger als die Bergkuppe der dort südwestwärts fließende Main im Bereich der Einmündung (ca. 250 m ü. NN) des den Berg südlich und südwestlich passierenden Lauterbachs. Rund um den Berg liegen neben Bad Staffelstein dessen Stadtteile Romansthal im Norden, Uetzing im Osten, Stublang im Südosten sowie Loffeld und Horsdorf im Süden.
Der Staffelberg liegt inmitten des als Gottesgarten bezeichneten Abschnitts des Obermaintals zwischen Ebensfeld und Lichtenfels. Nordöstlich des Staffelberges steht die barocke Basilika Vierzehnheiligen am Hang. Auf der gegenüberliegenden Talseite thront Kloster Banz mit seiner doppeltürmigen Kirche auf einem Hügel. Das Hochplateau ermöglicht eine umfassende Rundsicht auf den Trauf der Jura-Schichtstufe, die Rhön, den Thüringer Wald, den Steigerwald und die Haßberge.

## Geologie

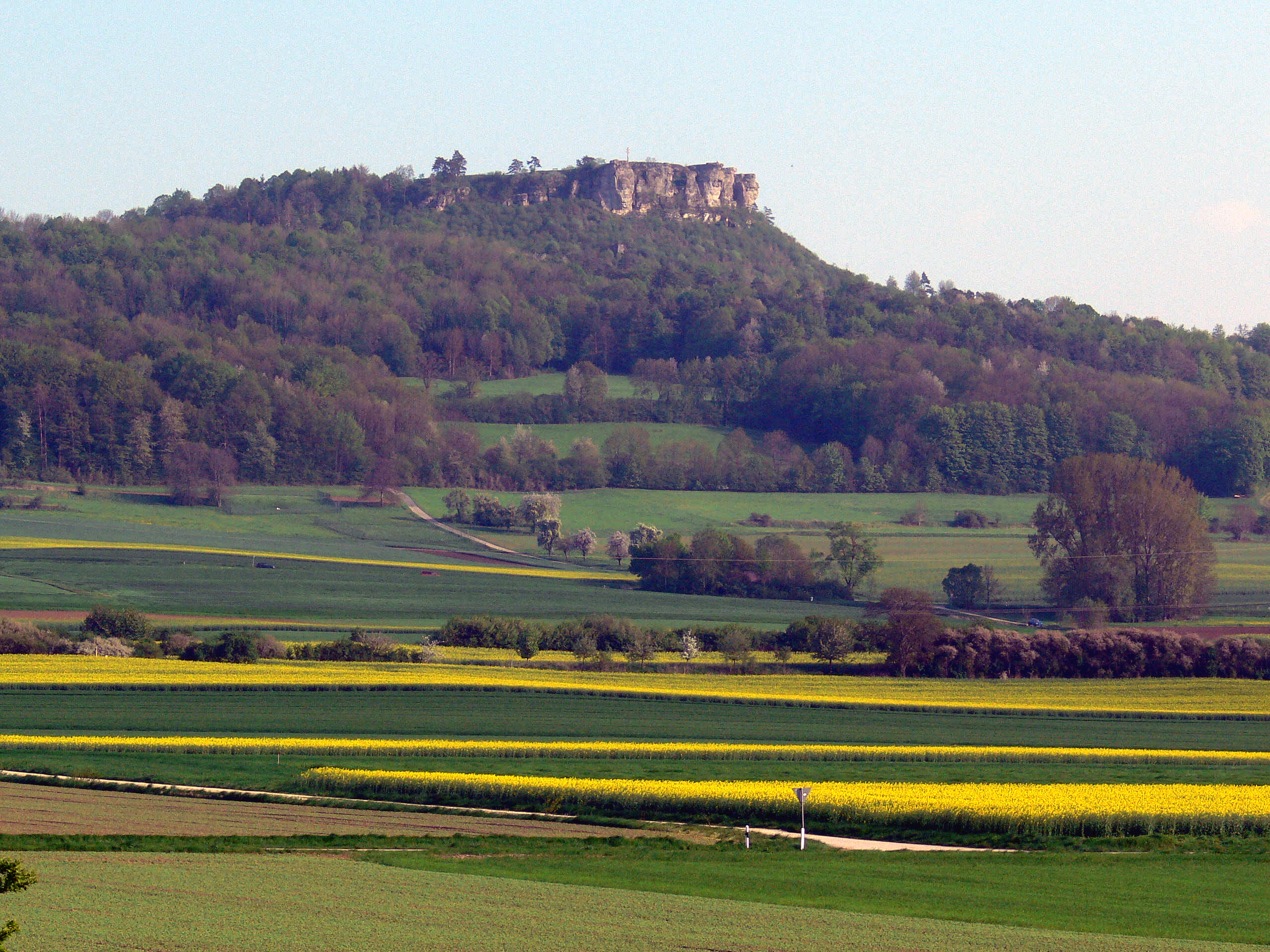
Staffelberg von Nordwesten (2008)

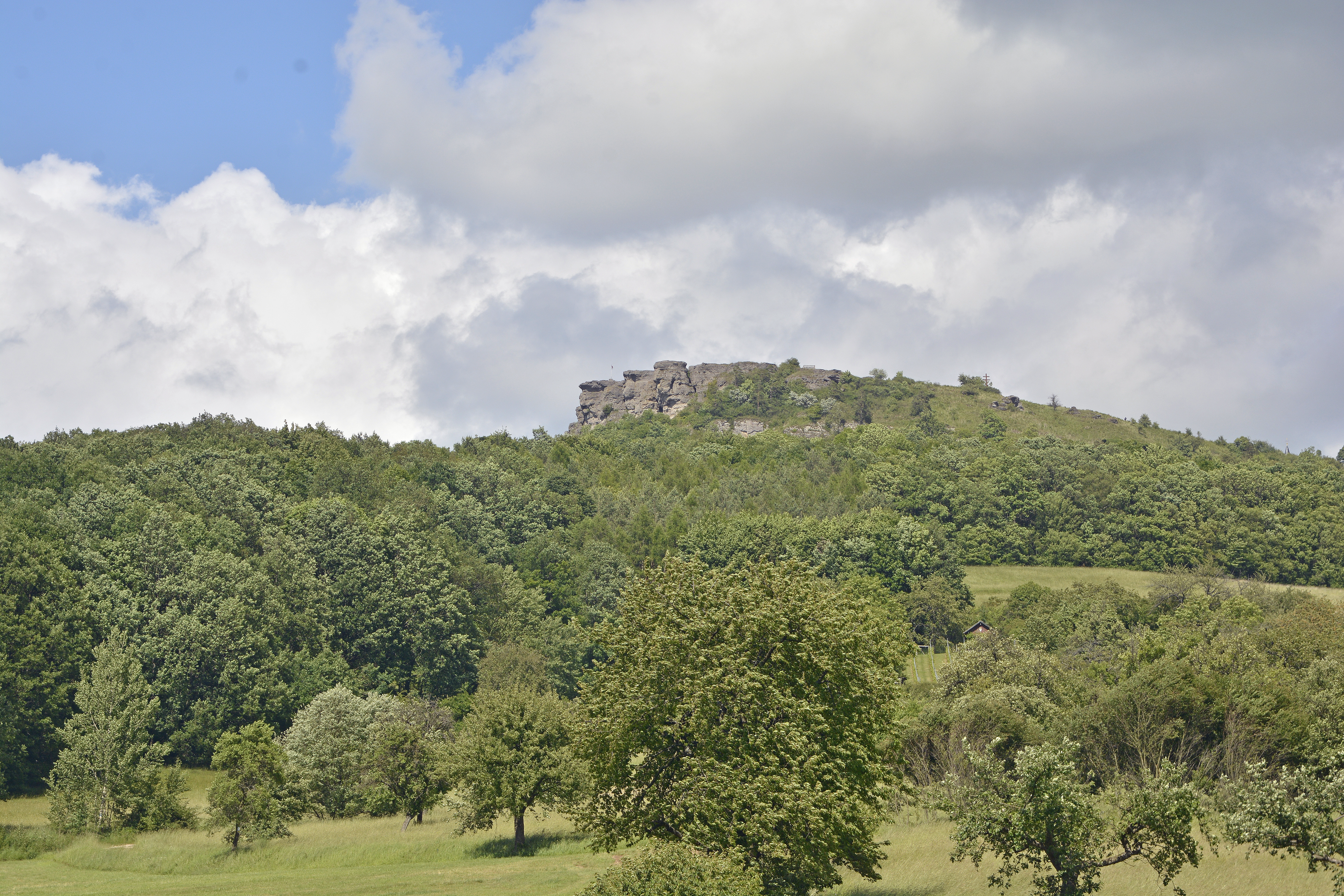
Staffelberg von Süden (2017)

Der Staffelberg gehört zu den Geotopen im Landkreis Lichtenfels. Am 25. September 2008 verlieh ihm der leitende Regierungsdirektor Christian Tausch vom Bayerischen Landesamt für Umwelt im Rahmen einer Feierstunde das Gütesiegel Bayerns schönste Geotope. Der Staffelberg ist vom Bayerischen Landesamt für Umwelt als wertvolles Geotop (Geotop-Nummer: 478R029) ausgewiesen.
Die Hänge des Staffelbergs zeigen besonders ausgeprägte Schichtstufen vom Braunen Jura (Aalenium) bis in den Oberjura (Kimmeridgium). Die weichen Tongesteine sind meist von jüngeren Hangablagerungen überdeckt und bilden Verebnungen. Die weithin sichtbaren Steilstufen des Berges bestehen aus härteren Sandsteinschichten. Der markante Gipfelkranz setzt sich aus Riffkalk und verkarstetem Riffdolomit des Oberjura zusammen. Der Staffelberg ist auch durch Fossilfunde bekannt, außerdem wurden dort früher aus Eisensandstein und Werkkalk Bausteine gewonnen. Zeitweise hat man auch Eisenerz aus dem Braunen Jura abgebaut.

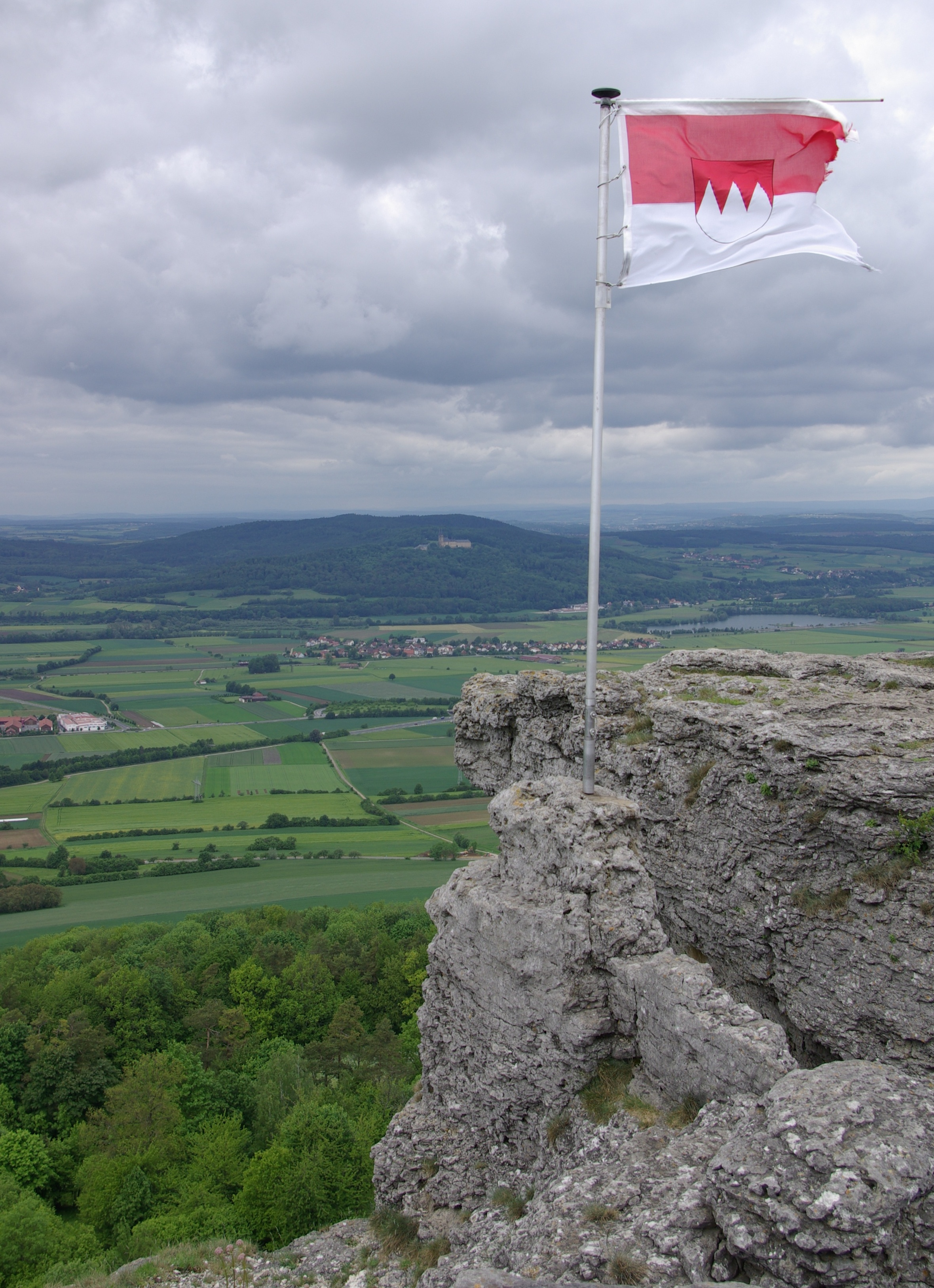
Gipfelfelsen mit fränkischer Flagge, im Hintergrund das Kloster Banz, Mai 2010

Seine Erhaltung verdankt der Zeugenberg, dessen Gipfelkranz vom flächenhaften Riffplateau des Albkörpers isoliert ist, seiner Lage in einem tektonischen Graben, dem Staffelsteiner Graben. Im Nordflügel des Grabens bedeckt Sandstein des Schwarzen Jura, im Südflügel Werkkalk des Oberjura (Ober-Oxfordium) die Landschaft. Trotz seiner erosionsgeschützten Lage veränderten besonders eiszeitliche Abtragungsvorgänge die Gestalt des Bergmassives, das ursprünglich noch etwas höher über das Maintal ragte.

## Schutzgebiete
Der Staffelberg befindet sich im Norden des vielteiligen Fauna-Flora-Habitat-Gebiets Albtrauf im Landkreis Lichtenfels (FFH-Nr. 5932-371), das deckungsgleich mit dem Vogelschutzgebiet Felsen- und Hangwälder im nördlichen Frankenjura (VSG-Nr. 5933-471) ist. Er gehört zudem zum Nordteil des 2001 gegründeten und 1021,64 km² großen Landschaftsschutzgebiets Fränkische Schweiz-Veldensteiner Forst (LSG-Nr. 322697). Das Hochplateau und Kleinteile der Flanken des Bergs sind bereits seit 1985 als 41 Hektar großes Naturschutzgebiet Staffelberg (NSG-Nr. 165640) ausgewiesen.

## Besiedlungsgeschichte

### Frühe Besiedelung
Das markante Staffelbergplateau war bereits um 5000 v. Chr. besiedelt; dies belegen Steinbeile und Geräte aus Feuerstein und einige kleine Gefäßscherben. Der Berg wurde in den folgenden Jahrtausenden immer wieder aufgesucht und war besiedelt. Aus der frühen Urnenfelderzeit wurden Waffen und Schmuck aus Bronze gefunden. Ob die Siedlung in der späten Bronzezeit befestigt war, wie es etwa für die Ehrenbürg und die Heunischenburg nachgewiesen wurde, ist unklar.
In der späten Hallstattzeit, ab ca. 600 v. Chr., setzte nach einer Unterbrechung erneut eine Besiedlung ein, die den Kelten zugerechnet wird. Aus dieser Zeit ist erstmals eine Befestigung nachgewiesen. Das Gipfelplateau (125 × 350 Meter) wurde mit einem Ringwall, einer sogenannten Pfostenschlitzmauer umgeben, die auch auf einer unteren Geländestufe den Himmelsteich, wohl eine antike Zisterne, umschloss. Während der Frühlatènezeit (ca. 480–380 v. Chr.) erreichte der Wall eine Breite von bis zu 5 m. Warum die Besiedlung am Ende der frühen Latènezeit wie überall im nördlichen Franken plötzlich abbrach, ist nicht gesichert, dürfte aber mit der historisch belegten Keltenwanderung in Zusammenhang gestanden haben.

### Keltisches Oppidum

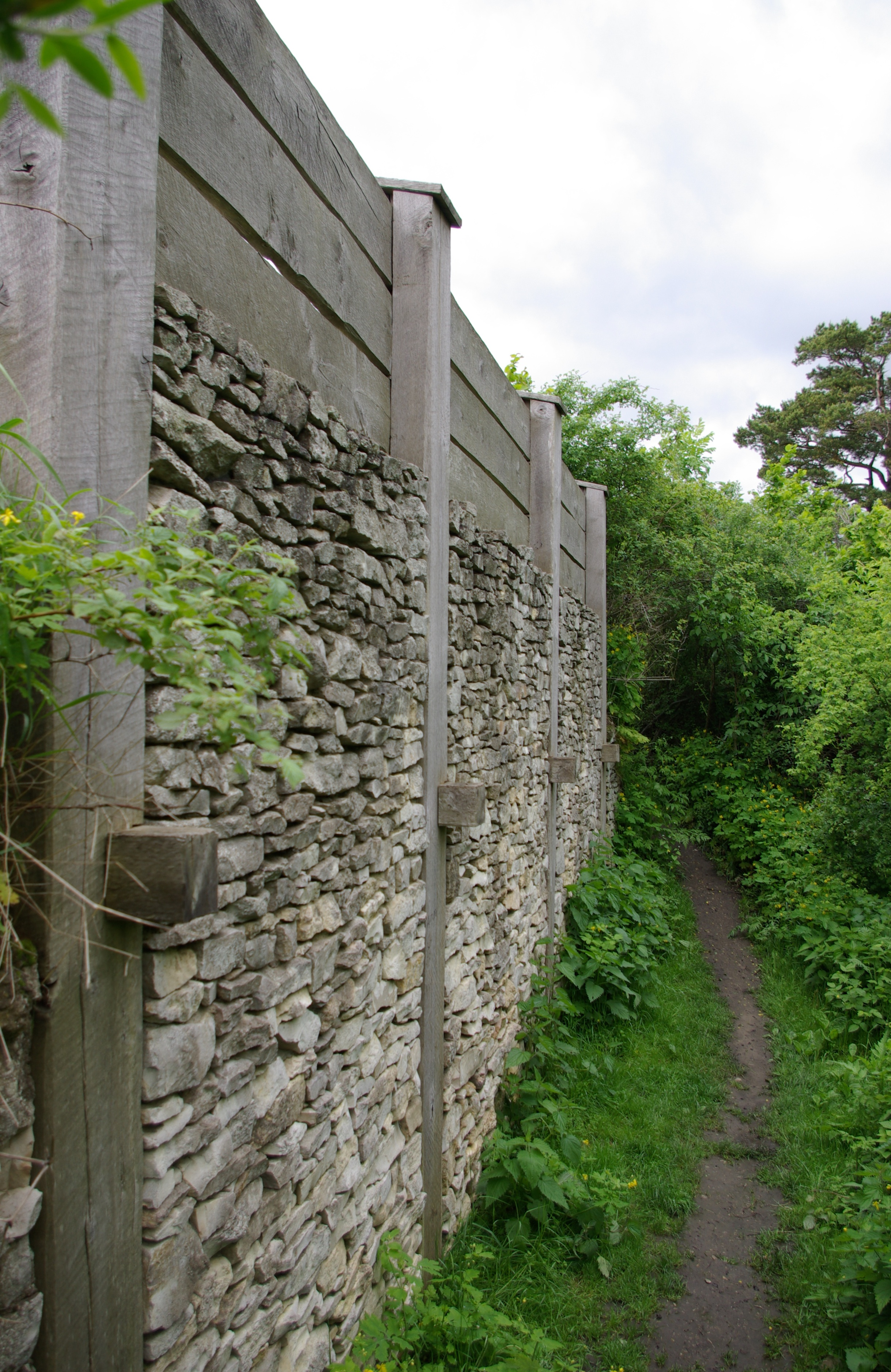
Rekonstruierte Pfostenschlitzmauer auf dem Hochplateau, 2010

In der Spätlatènezeit wurden das markante Gipfelplateau und ein Teil des östlich angrenzenden Hochplateaus (ca. 49 ha) zur Anlage einer befestigten Großsiedlung, eines sogenannten Oppidums, benutzt. Derartige stadtähnliche Großsiedlungen gab es auf dem Gebiet des heutigen Bayern etwa auch bei Manching (Oppidum von Manching), Kelheim (Alcimoennis) und Weyarn (Fentbach-Schanze). Die Anlage des Oppidums erfolgte in der zweiten Hälfte des zweiten Jahrhunderts v. Chr. Dabei wurde die gesamte Hochfläche mit dem Gipfelplateau in der Mitte erneut mit einer Schutzmauer umgeben. Um zirka 40/30 v. Chr. wurde das große Oppidum aus noch unbekannter Ursache aufgelassen.
Ausgrabungen in jüngerer Zeit haben die Vermutung gestützt, dass es sich um die keltische Stadt Menosgada handelte, die in dem kartographischen Werk des griechischen Gelehrten Claudius Ptolemäus (85–160 n. Chr.) erwähnt wird. Die von diesem genannten Koordinaten stimmen jedoch nicht ganz mit der Lage des Staffelbergs überein, sodass die Identifizierung des dortigen Oppidums mit Menosgada noch umstritten ist.

### Antike und Frühmittelalter
Aus der Zeit um Christi Geburt wurden ebenfalls Geräte und Schmuck aus Eisen und Bronze germanischer Herkunft gefunden. In der späten Kaiserzeit im 4. und 5. Jahrhundert n. Chr. befand sich auf dem Gipfelplateau eine germanische Burganlage. Die steinerne Ringmauer dieser Wehranlage saß auf einem aufgeschütteten Planierungshorizont über den dreiphasigen keltischen Befestigungsanlagen. Einige Geräte und Schmuck aus Eisen, Bronze und Glas lassen auch auf eine kleine Siedlung im frühen Mittelalter zwischen dem 6. und 8. Jahrhundert schließen.
In späterer Zeit gab es keine Befestigungsanlagen mehr auf dem Staffelberg. Stattdessen entstand auf der gegenüberliegenden Mainseite vermutlich im 8. oder 9. Jahrhundert eine andere Befestigungsanlage, der Ringwall Banzer Berg.

### Mittelalter und Neuzeit

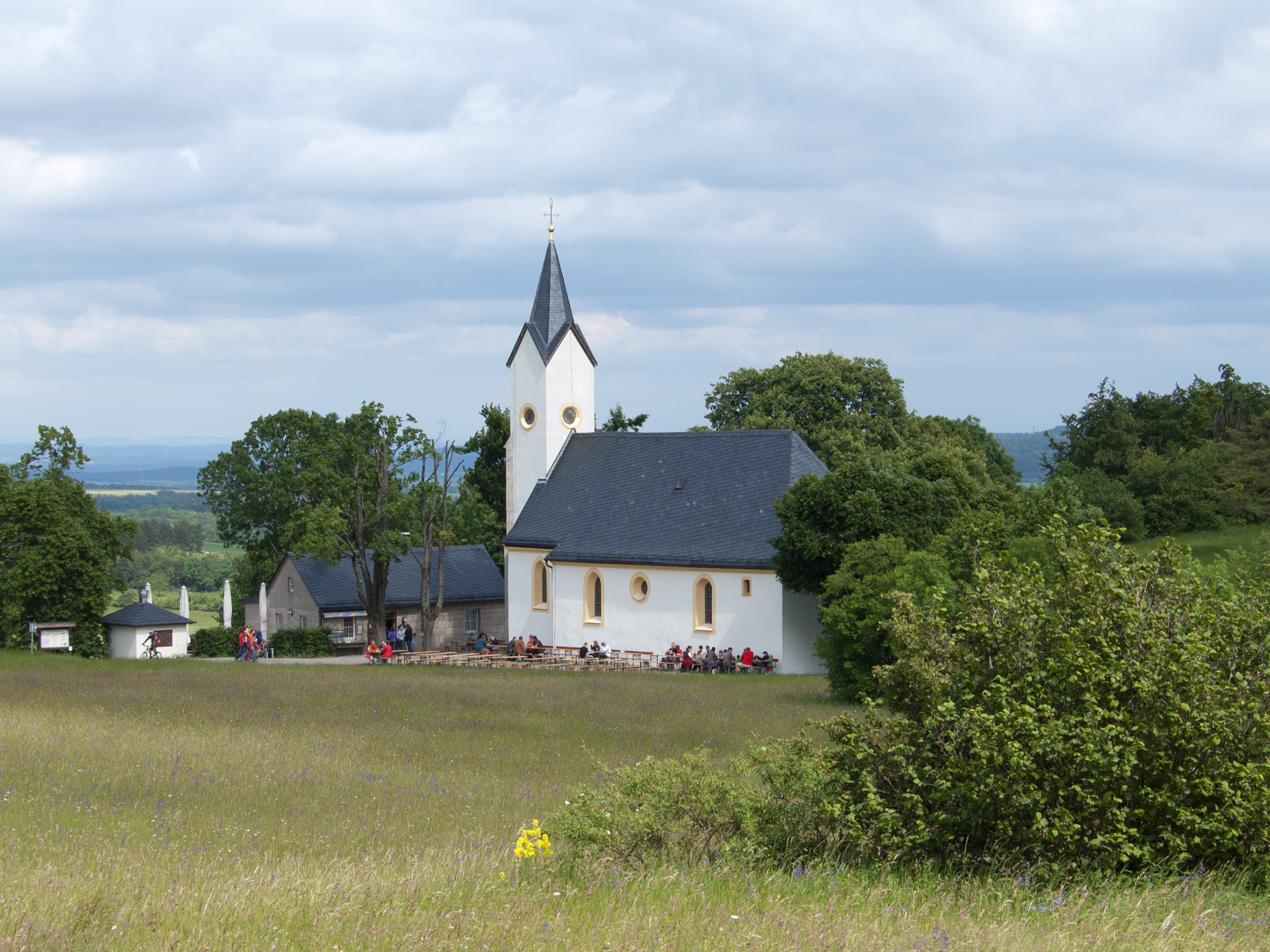
Die Adelgundiskapelle auf dem Staffelberg, 2009

Im Mittelalter wurde auf dem Plateau eine Kirche zu Ehren der heiligen Adelgundis (auch Aldegundis) errichtet. Ein spätgotischer Kirchenbau wurde im Deutschen Bauernkrieg 1525 zerstört. Unter Verwendung der Ruine wurde die Kirche nach dem Dreißigjährigen Krieg wieder aufgebaut und 1654 geweiht. In der Kapelle wird jedes Jahr in der Osterzeit bis Ende Mai eine Osterkrippe ausgestellt. Sie zeigt das Heilige Grab, bewegliche Figurengruppen stellen den Leidensweg Jesu, seinen Tod und die Auferstehung dar.
Neben der Kirche wohnten von 1696 bis 1929 Eremiten. Der bekannteste Eremit war Ivo Hennemann (1824–1900), der als „Einsiedelmann“ in Joseph Victor von Scheffels Gedicht Wanderfahrt (heute bekannt als Frankenlied), vorkommt. Im Januar 1936 stürzte bei schlechter Sicht eine Junkers W 34 der Wehrmacht auf dem Staffelberg ab. Die Luftwaffe versuchte dieses Unglück totzuschweigen. Bei diesem Flugzeugunglück starben 4 Soldaten. Heute steht dort die Staffelbergklause, die Wanderern eine Einkehr ermöglicht.

## Die Querkel vom Staffelberg
Eine Höhle am Staffelberg ist mit der Staffelbergsage verbunden. Dort sollen einst die Querkel gehaust haben, die der Bevölkerung im Maintal viel Gutes taten. Ähnlich wie die bekannteren Heinzelmännchen wurden sie jedoch von einer geizigen Bäuerin vertrieben. Die Wichtel stahlen gelegentlich einige der von ihnen heiß begehrten Klöße aus den Kochtöpfen der Hausfrauen. Als man deshalb begann, die Klöße vor dem Einlegen in die Töpfe abzuzählen, verließen die gekränkten Zwerge den Staffelberg und ließen sich von einem Fährmann über den Main bringen. Als Lohn gaben sie ihm nur einige gute Ratschläge mit auf den Weg, so etwa: „Esst Steinobst und Pinellen, dann wird euch das Herz nicht schwellen“. Den verschwundenen Querkeln vom Staffelberg wurde vor dem Eingang zur Obermain Therme in Bad Staffelstein ein Brunnen als Denkmal gesetzt.

## Klettern
Am Staffelberg wurden für Sportkletterer einige Routen am sonst gesperrten Riffkranz freigegeben. Ein kurzer ungefährlicher Abstieg führt vom westlichen Plateau hinunter zu der kleinen Querkelhöhle, deren Decke sich in einem Schacht teilweise nach oben öffnet. Auf dem weitgehend ungesicherten Hochplateau des Bergs besteht im Bereich der Felsformationen erhöhtes Absturzrisiko.

## Bildergalerie

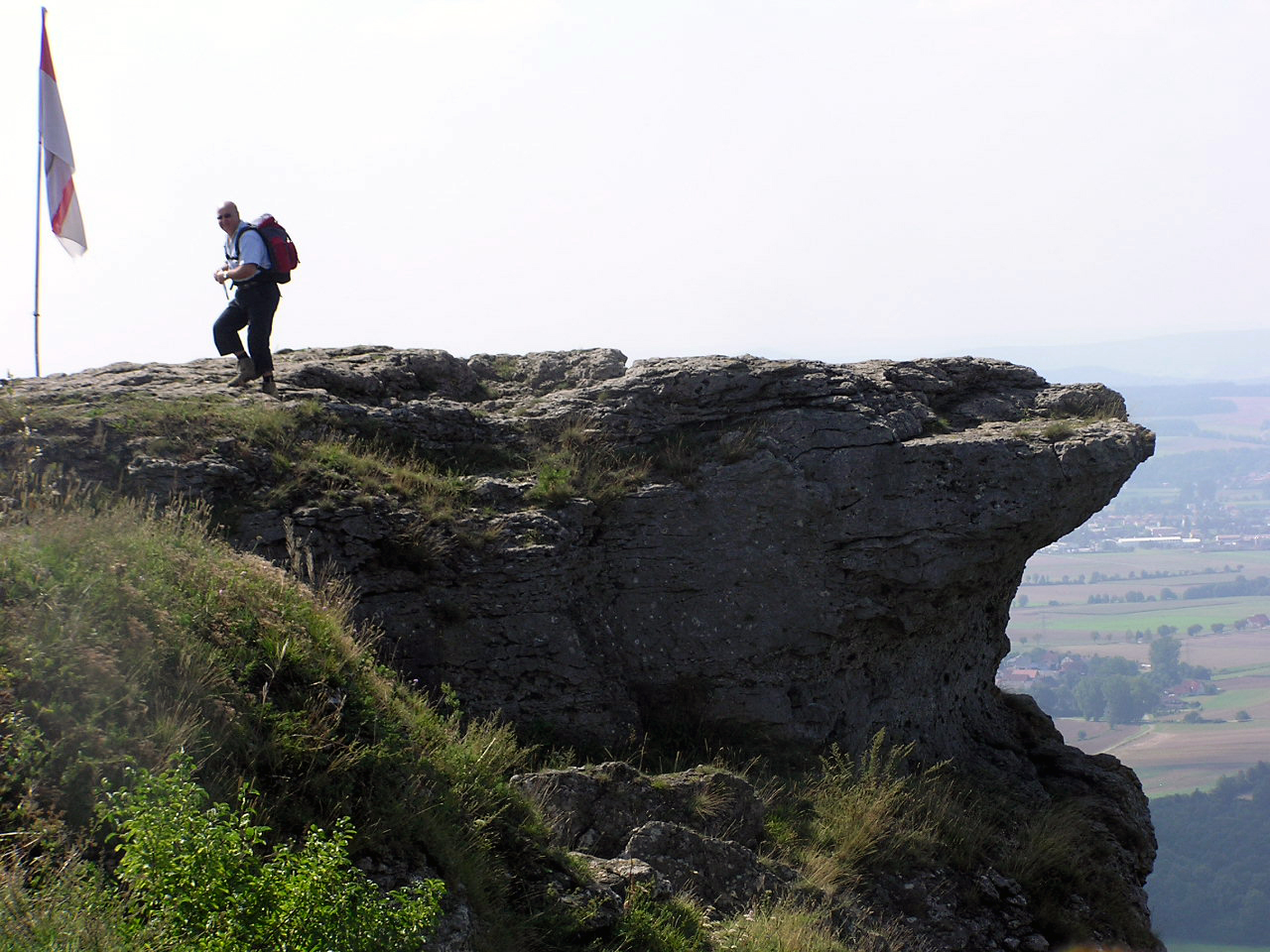
Staffelbergfelsen I
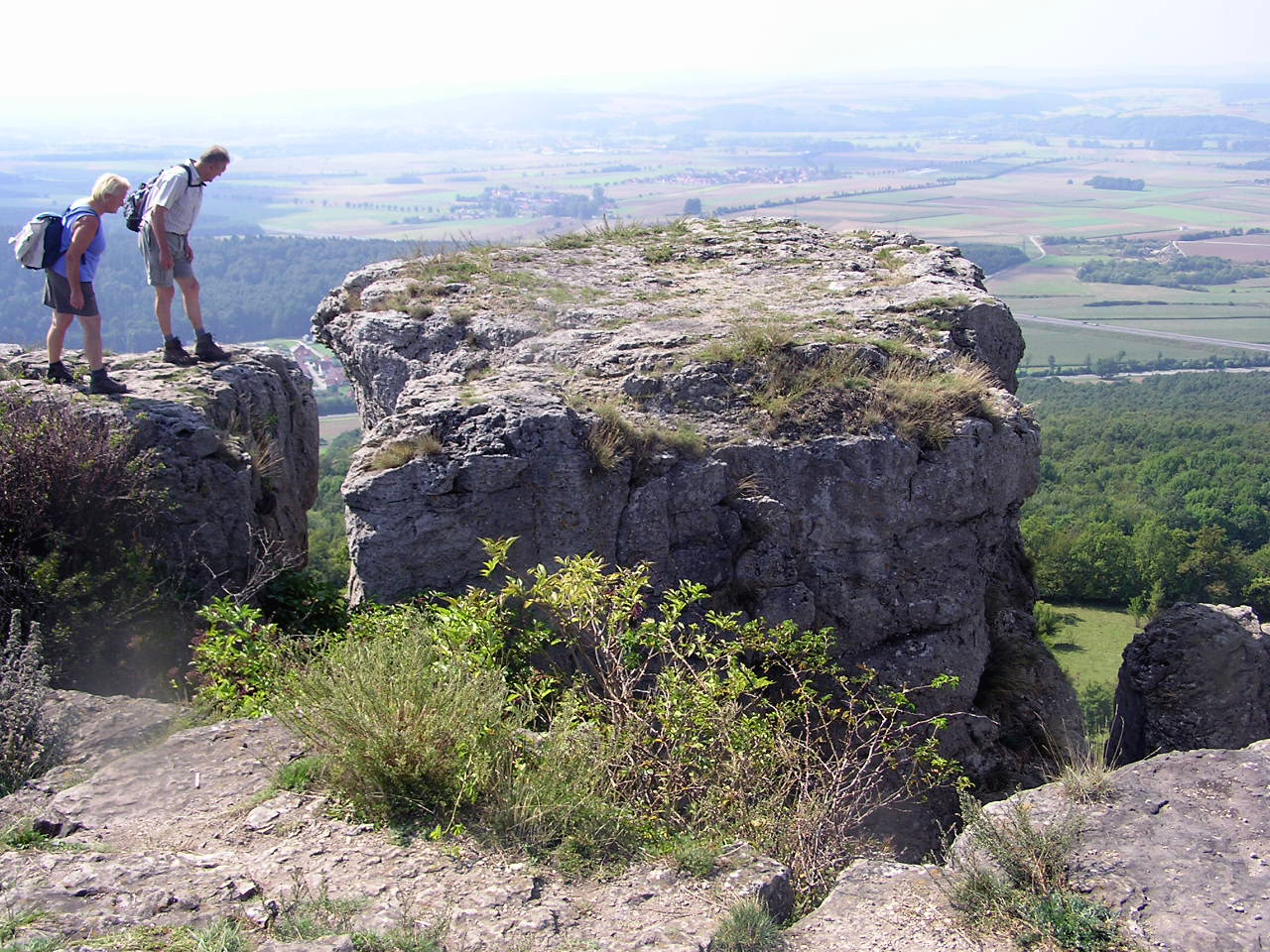
Staffelbergfelsen II
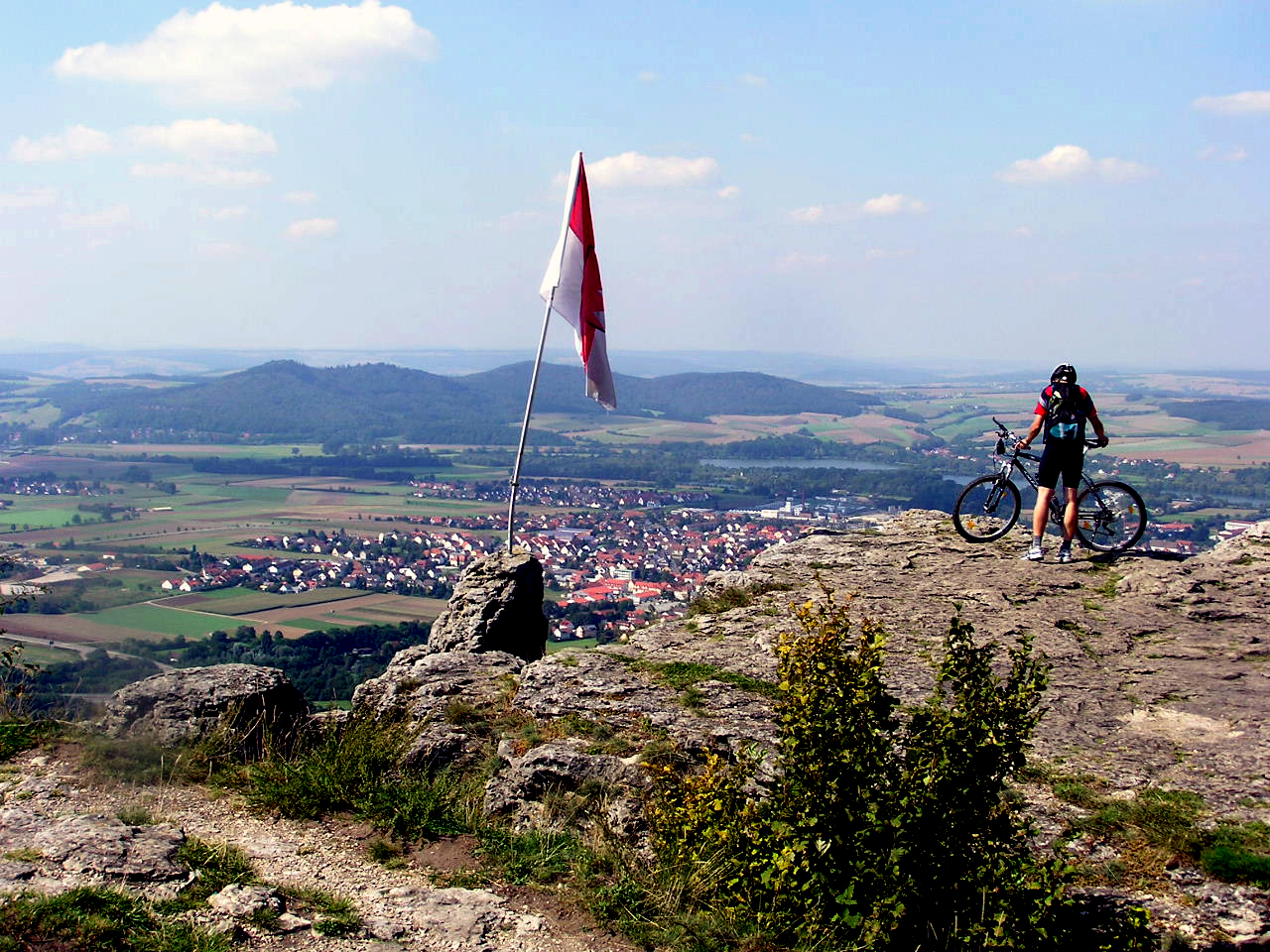
Blick vom Staffelberg auf Bad Staffelstein und die Eierberge
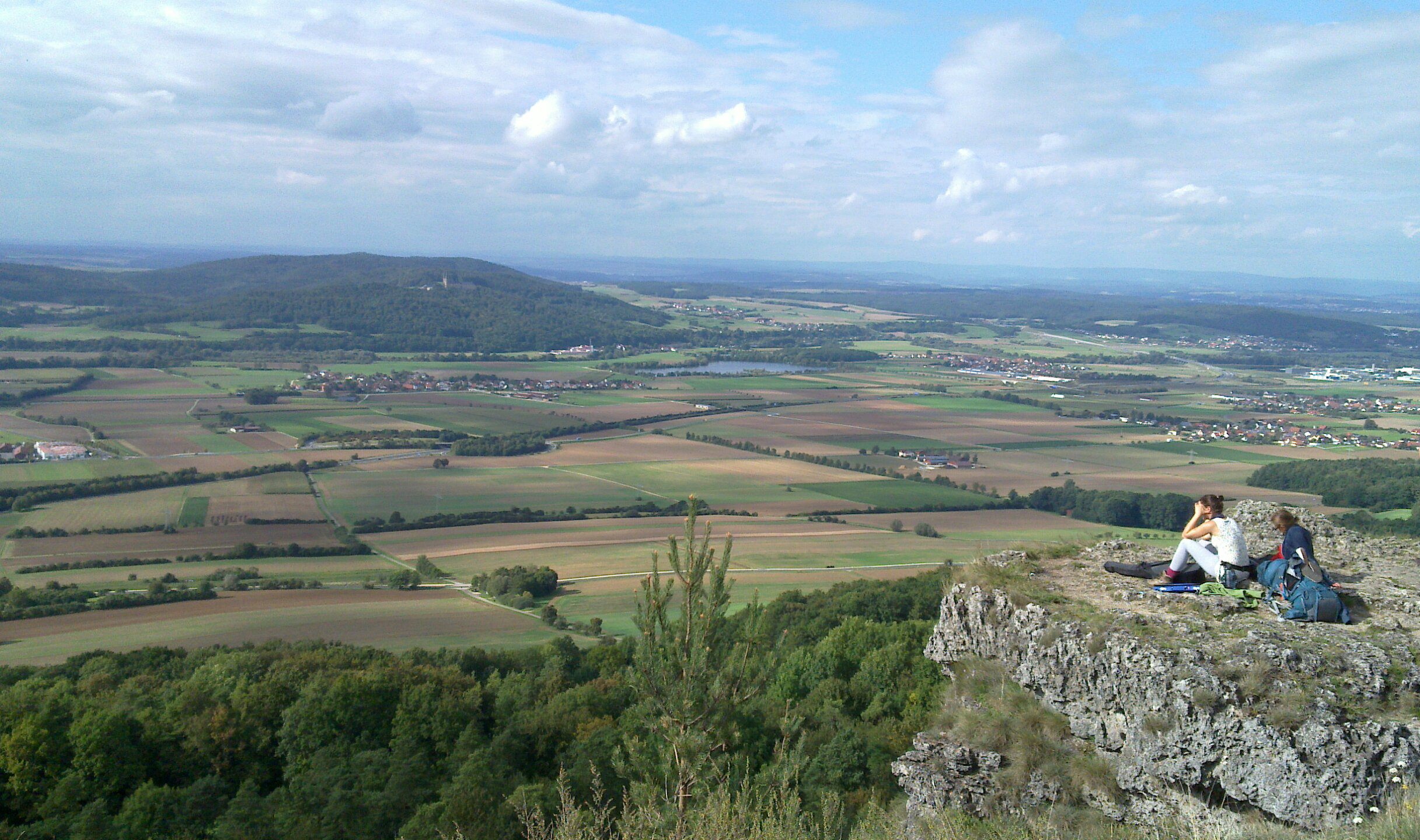
Blick vom Staffelberg in Richtung Coburg
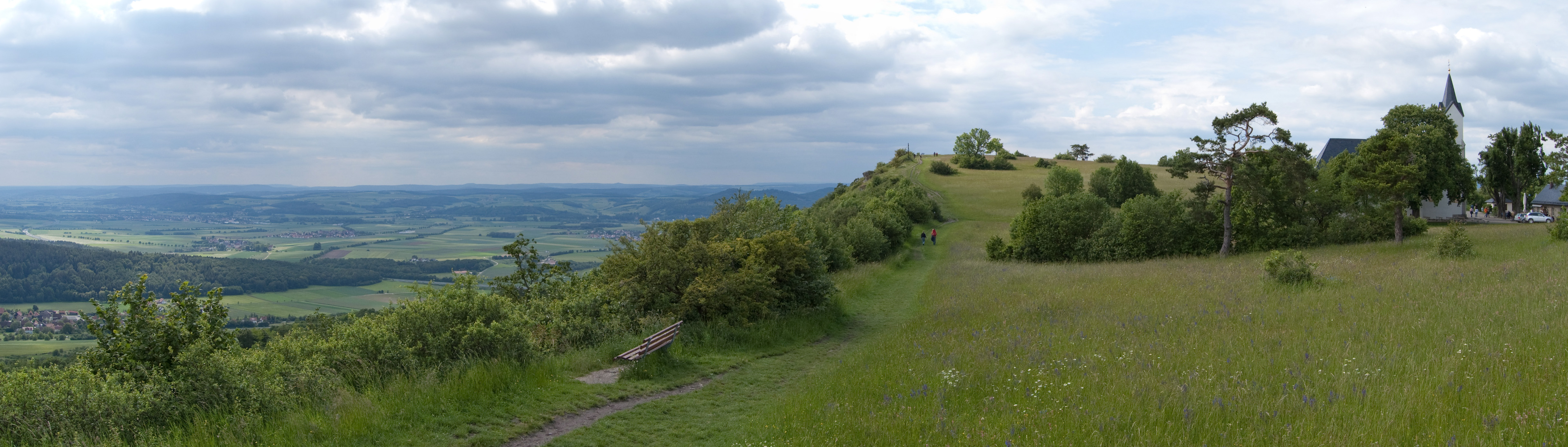
Hochplateau
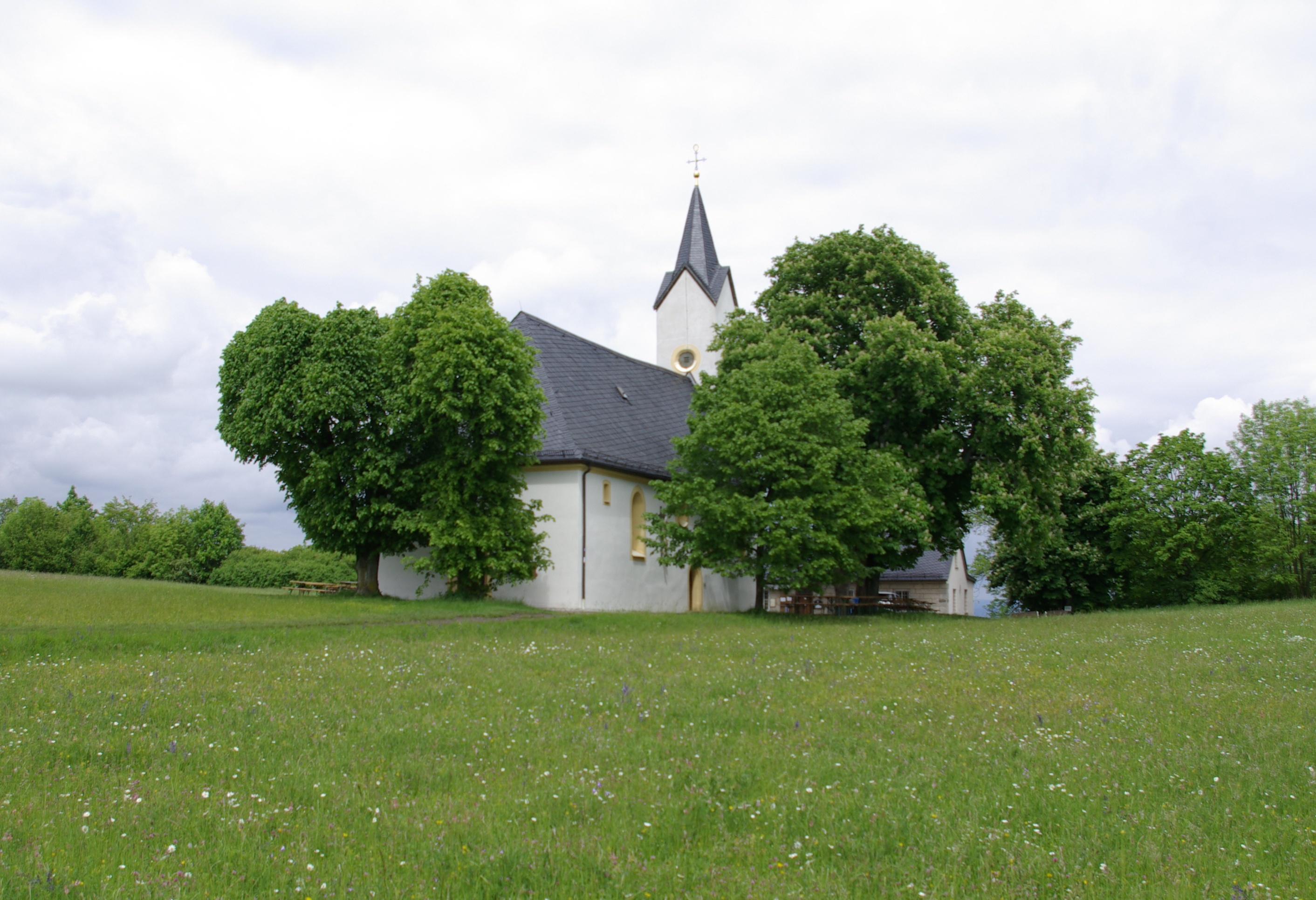
Adelgundiskapelle
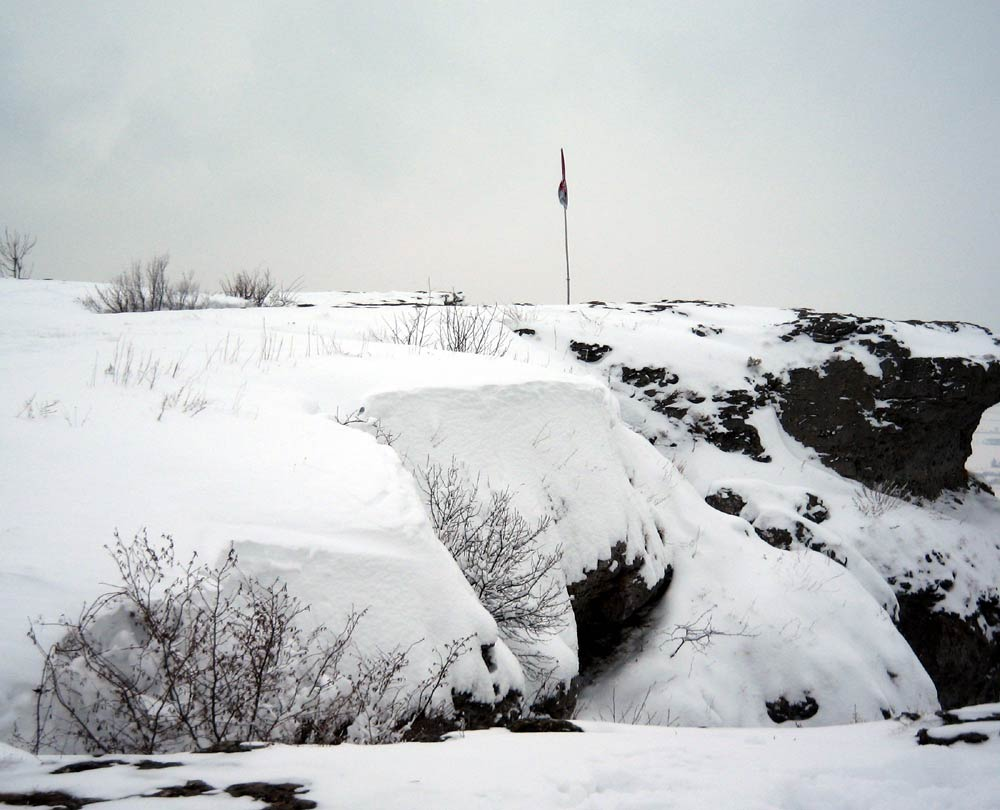
Staffelbergfelsen im Winter
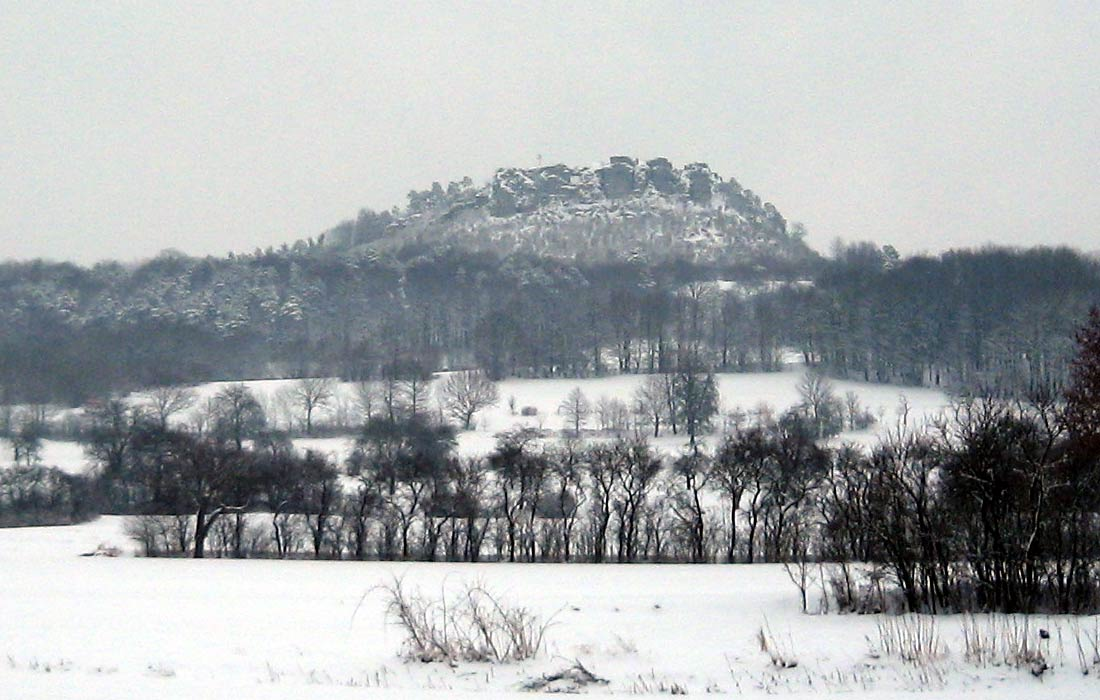
Staffelberg im Winter
Blick vom Maintal auf den Staffelberg